# 石炮台街道
石砲台街道，是中华人民共和国广东省汕头市金平区下辖的一个乡镇级行政单位， 因崎碌炮台得名。

## 行政区划
石砲台街道下辖以下地区：
新湖社区、新陵社区、石炮台社区、饶平社区、平原社区、中平社区、长平社区、平东社区、长厦社区、新华社区、平西社区、滨厦社区和滨港社区。